# Ajristan (huyện)
Ajristan là một huyện thuộc tỉnh Ghazni, Afghanistan. Dân số thời điểm năm 1999 là 23,199 người.